# Pâmella Oliveira
Pâmella Oliveira (* 6. Oktober 1987 in Vila Velha) ist eine brasilianische Triathletin, zweifache Olympiastarterin (2012, 2016) und vierfache Ironman-Siegerin (2022–2025).

## Werdegang
Pâmella Oliveira war als Jugendliche im Schwimmsport aktiv und kam als 20-Jährige zum Triathlon.

### Olympische Sommerspiele 2012
Pâmella Oliveira wurde 2012 für die Olympischen Spiele nominiert und sie startete in London, wo sie den 30. Rang belegte. Noch im selben Monat konnte sie im schweizerischen Lausanne die CISM Militär-Weltmeisterschaft Triathlon für sich entscheiden.

Im März 2015 wurde sie brasilianische Meisterin auf der Triathlon-Kurzdistanz und sie belegte im Juli den zehnten Platz bei den Panamerikanischen Spielen.

### Olympische Sommerspiele 2016
2016 konnte sie sich zum zweiten Mal für einen Startplatz bei den Olympischen Sommerspielen qualifizieren und sie belegte in Rio de Janeiro den 40. Rang.
Im Oktober 2017 gewann Pâmella Oliveira mit dem Ironman 70.3 Rio de Janeiro ihr erstes Rennen auf der Ironman-Mitteldistanz. 2018 wurde sie Vierte in Südafrika bei den Ironman 70.3 World Championships.

### Triathlon-Langdistanz seit 2019
Im Mai 2019 ging sie erstmals auf der Langdistanz an den Start und wurde Zweite im Ironman Brasil (3,86 km Schwimmen, 180,2 km Radfahren und 42,195 km Laufen) und im September des Jahres wurde sie brasilianische Meisterin auf der Triathlon-Mitteldistanz.

### Siegerin Ironman 2022
Im Mai 2022 gewann sie den Ironman Brasil und sie konnte diesen Erfolg bis zuletzt als 37-Jährige 2025 noch weitere drei Mal erfolgreich verteidigen.

## Sportliche Erfolge
| Datum/Jahr    | Rang | Wettbewerb                                     | Austragungsort  | Zeit     | Bemerkung |
| ------------- | ---- | ---------------------------------------------- | --------------- | -------- | --- |
| 20. Aug. 2016 | 40   | Olympische Sommerspiele 2016                   | Rio de Janeiro  | 02:04:03 | |
| Juli 2015     | 10   | Panamerikanische Spiele 2015                   | Kanada          |          | |
| 7. März 2015  | 1    | BRA Triathlon National Championships           | Brasilien       | 02:05:18 | |
| 2013          | 1    | Pan American Championship                      |                 |          | |
| 22. Aug. 2012 | 1    | CISM Militär-Weltmeisterschaft Triathlon       | Lausanne        | 02:01:54 | |
| 4. Aug. 2012  | 30   | Olympische Spiele 2012                         | London          | 02:04:02 | |
| 28. Aug. 2011 | 1    | Sprint Triathlon Pan American Championship     | Vila Velha      | 01:00:55 | |
| 17. Okt. 2010 | 1    | Triathlon Pan American Championship U23        | Puerto Vallarta | 02:10:07 | |
| 29. Aug. 2010 | 1    | Sprint Triathlon Pan American Championship U23 | Vila Velha      | 01:03:55 | |
| 12. Sep. 2009 | 22   | ITU Triathlon World Championship U23           | Gold Coast      | 02:08:01 | Triathlon-Weltmeisterschaft U23 (1,5 km Schwimmen, 40 km Radfahren und 10 km Laufen); hinter der Britin Hollie Avil |
| 30. Aug. 2009 | 1    | Sprint Triathlon South American Championship   | Vila Velha      | 01:05:41 | |
| 19. Apr. 2008 | 5    | U23 Pan American Championship                  | Mazatlán        | 02:04:38 | hinter der Chilenin Bárbara Riveros Díaz                                                                            |

| Datum/Jahr    | Rang | Wettbewerb                       | Austragungsort | Zeit     | Bemerkung                                                               |
| ------------- | ---- | -------------------------------- | -------------- | -------- | ----------------------------------------------------------------------- |
| 10. Aug. 2025 | 2    | Ironman 70.3 Rio de Janeiro      | Rio de Janeiro | 04:05:29 |                                                                         |
| 24. Nov. 2024 | 1    | Challenge Florianópolis          | Florianópolis  |          | Siegerin Halbdistanz                                                    |
| 1. Sep. 2024  | 16   | Ironman 70.3 Zell am See-Kaprun  | Zell am See    | 04:35:08 |                                                                         |
| 23. Apr. 2023 | 1    | Ironman 70.3 Peru                | Lima           | 04:15:34 |                                                                         |
| 10. März 2023 | 3    | Clash Miami                      | Miami          | 03:01:38 | [ 2 ]                                                                   |
| 4. Dez. 2022  | 1    | Challenge Florianópolis          | Florianópolis  |          | Siegerin Halbdistanz                                                    |
| 11. Sep. 2022 | 3    | Ironman 70.3 Santa Cruz          | Santa Cruz     |          | hinter der Australierin Sarah Crowley                                   |
| 7. Feb. 2020  | 3    | Ironman 70.3 Dubai               | Dubai          |          |                                                                         |
| 3. Nov. 2019  | 2    | Ironman 70.3 Buenos Aires        | Buenos Aires   |          | hinter Chelsea Sodaro bei den Ironman 70.3 South American Championships |
| 22. Sep. 2019 | 1    | Ironman 70.3 Rio de Janeiro      | Rio de Janeiro | 04:28:03 | BRA Middle Distance Triathlon National Championships                    |
| 27. Apr. 2019 | 1    | Ironman 70.3 Florianópolis       | Florianópolis  |          |                                                                         |
| 1. Nov. 2018  | 1    | Ironman 70.3 Buenos Aires        | Buenos Aires   |          |                                                                         |
| 30. Sep. 2018 | 1    | Ironman 70.3 Rio de Janeiro      | Rio de Janeiro |          |                                                                         |
| 22. Apr. 2018 | 1    | Ironman 70.3 Florianópolis       | Florianópolis  |          | Siegerin der Erstaustragung                                             |
| 11. März 2018 | 2    | Ironman 70.3 Bariloche           | Bariloche      |          |                                                                         |
| 1. Sep. 2018  | 4    | Ironman 70.3 World Championships | Port Elizabeth |          | hinter der Schweizerin Daniela Ryf                                      |
| 1. Okt. 2017  | 1    | Ironman 70.3 Rio de Janeiro      | Rio de Janeiro | 04:23:49 |                                                                         |

| Datum/Jahr    | Rang | Wettbewerb     | Austragungsort | Zeit     | Bemerkung                                    |
| ------------- | ---- | -------------- | -------------- | -------- | -------------------------------------------- |
| 1. Juni 2025  | 1    | Ironman Brasil | Florianópolis  | 08:46:17 | vierter Sieg in Folge                        |
| 19. Mai 2024  | 1    | Ironman Brasil | Florianópolis  | 08:57:41 |                                              |
| 14. Okt. 2023 | 28   | Ironman Hawaii | Hawaii         | 09:18:40 |                                              |
| 28. Mai 2023  | 1    | Ironman Brasil | Florianópolis  | 08:44:25 | persönliche Bestzeit auf der Ironman-Distanz |
| 29. Mai 2022  | 1    | Ironman Brasil | Florianópolis  | 08:54:02 |                                              |
| 26. Mai 2019  | 2    | Ironman Brasil | Florianópolis  | 09:03:46 | erster Start auf der Ironman-Distanz         |

| Datum/Jahr    | Rang | Wettbewerb                        | Austragungsort | Zeit     | Bemerkung                                                                                           |
| ------------- | ---- | --------------------------------- | -------------- | -------- | --------------------------------------------------------------------------------------------------- |
| 28. Juni 2008 | 4    | ITU Aquathlon World Championships | Monterrey      | 00:36:38 | Aquathlon-Weltmeisterschaft (2,5 km Laufen, 1 km Schwimmen und 2,5 km Laufen); hinter Claudia Rivas |

(DNF – Did Not Finish)